# Camí de la Talladella
.

El Camí de la Talladella respecte del terme de Castellcir

El Camí de la Talladella és una pista rural del terme municipal de Castellcir, a la comarca del Moianès.
Actualment, el camí més directe i accessible per anar a la Talladella és el Camí de Santa Coloma Sasserra, que passa per davant de la casa, però antigament el camí de la Talladella era un altre.
Aquest camí vell arrencava del Carrer de l'Amargura cap al nord, pel mateix camí de Santa Coloma Sasserra, fins que trobava el trencall cap a llevant de la masia de la Roca, que seguia fins a aquesta masia. Tot seguit continuava cap al nord baixant a trobar el torrent que hi ha en aquell lloc, salvava aquell torrent i s'adreçava, per l'altre vessant cap al Bruguerol de la Roca i el Turó de Vilacís. Aleshores girava altre cop cap al nord, travessava tot el Bruguerol de la Roca i pel costat de llevant dels Camps de la Talladella, deixant a ponent la Bassa del Jub, arribava a la masia de la Talladella.

## Etimologia
Com la major part dels camins, el seu nom és de caràcter descriptiu: és el camí que des de Castellcir menava a la Talladella.